# Charles Arthur Muller
Charles Arthur Muller (* 21. November 1868 in Flavigny-sur-Moselle, Frankreich; † 20. Jahrhundert) war ein französischer Bildhauer.

## Leben
Muller war Schüler bei Hector Lemaire an der École des Beaux-Arts in Paris.
Er zeigte seine Arbeiten auf den Salons der Société des Artistes Français von 1895 bis 1930 und wurde 1898 Mitglied der Gesellschaft. 1902 und 1914 erhielt er ein mention honorable, 1907 eine Medaille Dritter Klasse und 1924 eine Bronzemedaille.
Er formgestaltete verschiedene Bronzen im Jugendstil für die Bildgießereien Wesley Lapoint und Charles Paillet sowie Statuetten aus Bronze und Elfenbein im Stil des Art déco für den Éditeur d'art (Kunstverleger) Edmond Etling. Muller produzierte auch einfarbige Keramiken für die Mougin Fréres in Nancy.

## Werke (Auswahl)
Neben verschiedenen Darstellungen von stehenden Frauen mit ein oder zwei erhobenen Armen (teils Akte oder Halbakte) gestalte Muller Arbeiten mit Titeln wie:
- Le Salut Olympique, 1920
- La Victoria
- Le coureur à pied
- Maternité
- Homme fixant sa ceinture
- Danseuse orientale